# Gábor Kapuvári
Gábor Kapuvári (ur. 17 stycznia 1974) – węgierski zapaśnik walczący w stylu wolnym. Olimpijczyk z Sydney 2000, gdzie zajął siódme miejsce w kategorii 85 kg.
Jedenasty na mistrzostwach świata w 1998. Brązowy medalista mistrzostw Europy w 2000 roku.
- Turniej w Sydney 2000

Pokonał Vincenta Aka-Akesse z Wybrzeża Kości Słoniowej i Nicolae Ghiţăe z Rumunii, a przegrał z Amirem Rezą Chadem z Iranu.